# Feel it
『feel it』（フィール・イット）は、美郷あきの2枚目のベストアルバムである。2007年8月8日にMellow Headから発売された。

## 概要
- TVアニメ収録曲やPCゲームヒット作に、オリジナル5曲を加えた計12曲構成。| [icon] | この節の加筆が望まれています。 |

## 収録曲
1. もう愛しかいらない
  - 作詞：畑亜貴、作曲・編曲：黒須克彦
2. くちびる白昼夢
  - 作詞：畑亜貴、作曲・編曲：前澤寛之
3. HAPPY CHERRY FESTA!
  - 作詞：こだまさおり、作曲・編曲：黒須克彦
4. TOMORROW’S TRUE
  - 作詞：畑亜貴、作曲・編曲：鈴木雅也
5. If... 〜I wish〜（feel it mix）
  - 作詞：RUCCA、作曲：宇佐美宏、編曲：鈴木マサキ
6. calling
  - 作詞：畑亜貴、作曲・編曲：加藤大祐
7. 傷は化石にならないけれど
  - 作詞：こだまさおり、作曲・編曲：R・O・N
8. Confusion Lovers
  - 作詞：畑亜貴、作曲・編曲：飯塚昌明
9. ハピネス
  - 作詞：meg rock、作曲・編曲：加藤大祐
10. 不自由なEmotion
  - 作詞：畑亜貴、作曲・編曲：黒須克彦
11. beautiful flower（feel this ver.）
  - 作詞・作曲：宇佐美宏、編曲：鈴木マサキ
12. feel it
  - 作詞：畑亜貴、作曲・編曲：黒須克彦

## タイアップ
| 曲名                     | タイアップ |
| ------------------------ | --- |
| もう愛しかいらない       | テレビアニメ『スーパーロボット大戦OG -ディバイン・ウォーズ-』後期エンディングテーマ                                                |
| くちびる白昼夢           | テレビアニメ『ストロベリー・パニック』後期オープニングテーマ                                                                       |
| HAPPY CHERRY FESTA!      | PCゲーム『D.C.II Spring Celebration 〜ダ・カーポII〜 スプリング セレブレイション』アルティメットプレストーリーズオープニングテーマ |
| TOMORROW’S TRUE          | テレビアニメ『舞-HIME』イメージソング                                                                                              |
| If... 〜I wish〜         | PCゲーム『D.C.II 〜ダ・カーポII〜』音姫・由夢ルートエンディングテーマ                                                              |
| calling                  | PCゲーム『マブラヴ オルタネイティヴ』サイドストーリーエンディングソング                                                            |
| 傷は化石にならないけれど | PCゲーム『マブラヴ』EXTRA編 榊千鶴エンディングテーマ                                                                               |
| beautiful flower         | PCゲーム『D.C.II 〜ダ・カーポII〜』第1部オープニングテーマ&挿入歌                                                                  |